# Свети Пантелеймон (Солун)
Вижте пояснителната страница за други значения на Свети Пантелеймон.
„Свети Пантелеймон“ (на гръцки: Ναός Αγίου Παντελεήμονα) е средновековна православна църква в македонския град Солун, Егейска Македония, Гърция. От 1988 година е част от обектите на световното наследство на Юнеско като част от Раннохристиянските и византийските паметници в Солун. Църквата е параклис на манастира „Света Теодора“.
Църквата е идентифицирана като основната църква на византийски манастир, основан от солунския митрополит Яков I (1295 – 1314 година), който става важно духовно средщие в XIV век и се свързва с писателската и преподавателската дейност на видните гърци Томас Магистрос и Матеос Властарис. Изображенията, изписани в края на XIII и началото на XIV век в църквата са характерен пример от епохата на Палеолозите. След средата на XVI век (около 1567 – 1571 година) църквата е превърната в джамия и се нарича Исак или Исакие джамия. Стенописите и външните стени са варосани. В началото на XX век сградата е реставрирана. Стенoписите в притвора са от това време. След земетресението от 1978 година, храмът е реставриран.